# Гипергликемия у кошек

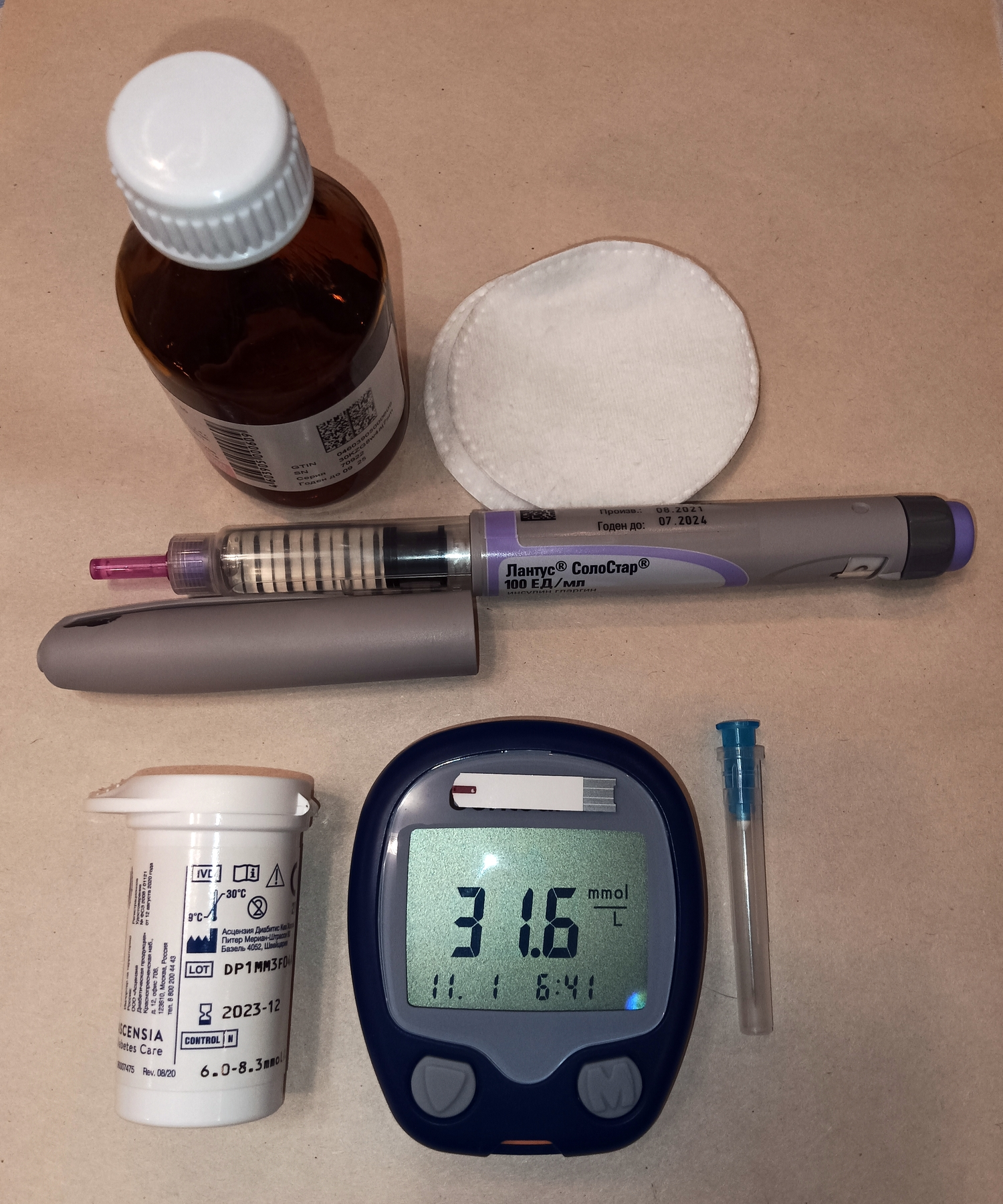
Инсулиновый набор и глюкометр с результатом экспресс-анализа крови у кошки. Гипергликемия: содержание глюкозы выше допустимого уровня 15 ммоль/л

Гипергликемия у кошек (лат. Feline hyperglycemia) — термин, обозначающий высокий уровень глюкозы в крови у кошек. Нормальный уровень глюкозы в крови кошек колеблется в пределах 75-120 мг.

## Описание
Инсулин — гормон, который вырабатывается поджелудочной железой и выделяется в кровоток при повышении уровня глюкозы, играет ключевую роль в поддержании уровня сахара в крови в пределах нормы. При слишком низкой концентрации инсулина или при абсолютном дефиците инсулина резко повышается уровень глюкозы, что приводит к гипергликемии.
Некоторыми причинами гипергликемии могут быть панкреатит, связанная с ним неспособность вырабатывать инсулин и другие гормоны, особенно у кошек женского пола, а так же инфекции зубов или мочевыводящих путей.
Кошки среднего и старшего возраста, а так же кастрированные коты более подвержены риску развития гипергликемии, но ни одна из пород не имеет врождённой предрасположенности. Кошки в целом склонны к высокому уровню сахара в крови, как правило, во время стресса, когда уровень глюкозы может достигать 300—400 мг. Часто это временное повышение уровня сахара в крови. Не является причиной для диагностирования хронической гипергликемии или сахарного диабета.

## Факторы, вызывающие гипергликимию
- зрелый возраст;
- избыточный вес;
- панкреатит;
- болезнь Кушинга;
- гипертиреоз;
- действие лекарственных препаратов, таких как стероиды[2]

Временное повышение уровня сахара в крови, не связанное с диабетом, может быть вызвано:
- стрессом;
- инфекционными заболеваниями;
- гормональным дисбалансом;
- болезнью почек[5]

## Симптомы
Клинические симптомы могут варьироваться в зависимости от состояния. У кошки может не проявляться симптоматика, особенно если повышенный уровень сахара является временным, гормональным или вызванным стрессом. Некоторые из наиболее распространенных симптомов включают в себя:
- депрессия;
- летаргия;
- путаница;
- головокружение;
- потеря контроля над мочевым пузырем;
- рвота;
- потеря сознания;
- судороги[1]

## Диагностика
У кошек может развиться кратковременное повышение уровня глюкозы в крови в ответ на стресс, известное как стрессовая гипергликемия. В этих случаях проводится лабораторный тест, известный как концентрация фруктозамина. Этот тест отображает среднее значение концентрации глюкозы в крови кошки за последние две недели, поэтому стрессовая гипергликемия на результат не влияет.
Также необходимым является проведение ряд других тестов, чтобы исключить заболевания, которые могут способствовать клиническим признакам гипергликемии, такие как инфекция мочевыводящих путей, хроническое заболевание почек, панкреатит или гипертиреоз.